# James Hodges
 (février 2019).
James Hodges est un artiste français, né le 26 juin 1928 et mort à Paris le 3 février 2019. Il a exercé dans plusieurs domaines : ventriloque-marionnettiste, illusionniste et dessinateur, et s'est intéressé à toutes les formes de spectacle : cirque, music-hall, théâtre, pantomime, illusion et ballet.

## Biographie
Né en 1928, il est accepté très jeune dans l'atelier de Paul Colin où il s'initie aux arts plastiques. Parallèlement il réalise des spectacles de ventriloquie et d'illusionnisme dans des music-halls et des cirques.
Il collabore ensuite à des revues de danse en illustrant des articles ainsi qu'à des maisons d'éditions et des groupes. Il expose également dans plusieurs galeries.
Il donne des conférences sur la ventriloquie, l'illusionnisme, le théâtre noir et la mise en scène, tout en conseillant certains magiciens (dont Siegfried et Roy) et en leur créant des effets. Il crée en 1976 avec Jean Merlin, la revue Mad Magic.

### Activité associative
- Président d'honneur du "Cercle Français de l'illusion Jules Dhotel".

## Mise en scène
- 1995 : mise en scène du spectacle du Casino de Deauville, Deauville Magique, avec Bertran Lotth
- 2001 : étude et conception du spectacle du magicien-ménestrel du Puy du Fou, avec Bertran Lotth
- 2004 : mise en scène du spectacle de Bertran Lotth au Futuroscope de Poitiers
- 2002 à 2009 : mise en scène chaque année d'un nouveau spectacle à la Maison de la Magie Robert-Houdin (Blois)

## Télévision
James Hodges a participé, de 1975 à 1983, à de quelques émissions de télévision :
- Y'a un Truc Abradacadabra, Passe-Passe et La Caverne d'Abracadabra de Gérard Majax (A2)
- Récré A2 (A2)
- C'est encore mieux l'Après-midi (A2)
- 30 Millions d'Amis (TF1)
- MagicHall (TF1)
- L'Art et la Magie (FR3)
- Christian Fechner, 1988, Soirées Fantastiques, 2 vol., Boulogne : Éditions FCF, 430 p.

## Publications

### Comme illustrateur
Sandry Géo et KOLB Jean P'tit pote. Préface de Galtier Boissière. Illustrations de James Hodges (10 dessins hors-texte) Éditions La couronne littéraire; 1950. 215 pages Grand prix de l'argot 
- Christian Fechner, 1988, Soirées Fantastiques, 2 vol., Boulogne : Éditions FCF, 430 p.
- Jon Finn, La Magie de Finn Jon, Éditions Georges Proust, 40 p.
- Juan Tamariz, 2000, Le chemin magique, Éditions Georges Proust, 133 p.
- Juan Tamariz, 2002, Les cinq points magiques, Éditions Georges Proust, 68 p.
- Juan Tamariz, 2004, Sonata, Éditions Georges Proust, 385 p.

Il a aussi illustré des jeux.

### Comme auteur et illustrateur

#### Livres
- Universal - 15 illusions - Tome 1, Éditions Georges Proust
- 50 Grandes Illusions
- Magicgagagogo n°1 (BD), à compte d'auteur
- Magicgagagogo n°2 (BD), à compte d'auteur
- 1973, Le Chapeau de Tabarin, Éditions Mayette - Magie moderne, les carnets de croquis du spectacle, 25 p.
- 1973, Sexy-magic, Éditions Mayette - Magie moderne, les carnets de croquis du spectacle, 26 p.
- 1972, Les ballons, Éditions Mayette - Magie moderne, les carnets de croquis du spectacle, 25 p.
- 1997, Les Grandes Illusions de James Hodges - Tome 1,
- 1998, Les Grandes Illusions de James Hodges - Tome 2, Éditions Georges Proust, 200 p.
- 1999, Les Grandes Illusions de James Hodges - Tome 3,
- 2000, L’œil optique - mon encyclopédie magique, Éditions Georges Proust, 206 p.
- 2001, Illusions théâtrales
- 2002, La magie qui cartonne, Éditions Georges Proust, 167 p.
- 2003, Un bon tuyau magique, Éditions Georges Proust
- 2004, Ventriloquie - Marionnettes, Éditions Georges Proust, 132 p.
- 2004, Nouvelle Universal - Tome 2, Éditions Georges Proust, 76 p.
- 2007, Des trucs pour éblouir les nanas - Tome II, Éditions Georges Proust, 135 p.
- 2007, Des trucs pour épater les nanas - Tome I, Éditions Georges Proust, 138 p.
- 2009, Les trucages du corps, Éditions Georges Proust, 286 p.
- 2009, Les entresorts - Tome 1, Éditions Georges Proust, 400 p.
- 2010, Théâtre lumière noirs magiques, Éditions Georges Proust
- 2011, Carnets de Notes de recherches et de créations, 2 vol., Éditions Georges Proust, 205 p. par vol. (numérotation suivie)

Traductions anglaises :
- 2002, (en) Sexy-magic,  Éditions R. Kaufman et Solomon
- (en) The Great Stage Illusions, 2 vol., Éditions Georges Proust, 175 p. et 204 p.

#### Revues
- 1976-1985, Mad Magic (créateur avec Jean Merlin)

#### Brochures
- Magie, Théâtre et Lumière Noirs, à compte d'auteur, 44 p.
- De l'utilisation des fleurs à ressort en prestidigitation, Éditions Mayette (M. Hatte), 38 p.
- Tout sur le Faux-Pouce
- L'ombre d'un doute, Éditions Georges Proust, 32 p. (à découper)
- Notes sur la Ventriloquie
- Notes pour des marionnettes magiques
- Notes sur la mise en scène
- Notes sur la ventriloquie, Éditions Mayette, 32 p.
- Notes sur le Faux Pouce, à compte d'auteur, 9 p.
- Tout sur le Faux Pouce pour la scène, le cabaret, le close-up - en Bandes dessinées - N° 1, Éditions Georges Proust, 52 p.